# پیتر اشتوگر
پیتر اشتوگر (آلمانی: Peter Stöger؛ زادهٔ ۱۱ آوریل ۱۹۶۶) بازیکن سابق و مربی فوتبال اهل اتریش است.
از باشگاه‌هایی که در آن بازی کرده‌است می‌توان به باشگاه فوتبال آستریا وین، و باشگاه فوتبال راپید وین و باشگاه فوتبال آدمیرا واکر مودلینگ اشاره کرد.
وی همچنین سابقه ۶۵ بازی در تیم ملی فوتبال اتریش را در کارنامه دارد.